# Contraventamento
Contraventamento é, em engenharia civil, um sistema de proteção de edificações contra a ação do vento.
Em edifícios mais baixos, não é necessário considerar a ação do vento para o dimensionamento da estrutura, todavia, para edifícios altos, o contraventamento torna-se um importante sub-sistema predial.
No caso de estruturas em aço, pode ser concebido por meio de barras esbeltas de travamento em X, assim, faz-se com que o sistema trabalhe sob tração ao invés de flexão, e sua rigidez cresce consideravelmente.
No caso de estruturas de concreto, os próprios elementos estruturais - pilares, vigas, lajes e, em alguns casos, paredes - servem como estruturas de contraventamento, formando pórticos resistentes na direção da ação do vento.
Em outros tipos de estruturas, deve haver um projeto específico de contraventamento.